# Lucas Schmitz
Lucas Schmitz (* 1994 in Gießen) ist ein deutscher Politiker (CDU). Er ist seit 2024 Abgeordneter des Hessischen Landtages.

## Biografie
Schmitz absolvierte sein Abitur an der Liebigschule Gießen. Danach studierte er Politik- und Rechtswissenschaft an der Johann-Wolfgang-Goethe-Universität Frankfurt/Main sowie an der Justus-Liebig-Universität Gießen. Er schloss die Studiengänge mit einem Bachelor of Arts (B.A. Politikwissenschaften) und dem ersten juristischen Staatsexamen ab. Danach arbeitete Schmitz als wissenschaftlicher Mitarbeiter für Goodwin Procter LLP. Anschließend studierte er mit Unterstützung eines Stipendiums an der University of Wisconsin-Madison und absolvierte einen Master of Laws (LL.M.). Schmitz arbeitete anschließend als wissenschaftlicher Mitarbeiter bei der Wirtschaftskanzlei Linklaters in Frankfurt am Main. Gleichzeitig begann er im Januar 2023 sein Rechtsreferendariat am Landgericht Limburg a.d. Lahn, welches er mit dem zweiten juristischen Staatsexamen 2025 abschloss.
Neben seinem politischen Engagement ist Schmitz als Fußballspieler und Jugendtrainer bei der TSF Heuchelheim aktiv.

### Politik
Schmitz trat im Alter von 16 Jahren in die Junge Union ein. Er war Gründungsmitglied des JU-Gemeindeverbandes Buseck und war von 2017 bis 2020 Kreisvorsitzender des JU-Kreisverbandes Gießen. Seit 2019 ist er als stellvertretender Landesvorsitzender der Jungen Union Hessen aktiv. 2013 trat er der CDU bei, ist Vorsitzender der CDU Buseck, stellvertretender Kreisvorsitzender des CDU-Kreisverbandes Gießen sowie Beisitzer im CDU-Bezirksverband Mittelhessen. 
Schmitz engagiert sich als Mitglied kommunaler Vertretungen. Zunächst in der Gemeindevertretung in Buseck und derzeit als Mitglied des Kreistags des Landkreises Gießen. 
Bei der Wahlkreisdelegiertenversammlung des CDU-Kreisverbandes Gießen 2022 zur Nominierung des Landtagskandidaten für die Landtagswahl 2023 in Hessen setzte sich Schmitz gegen fünf Mitbewerber durch.

Bei der Landtagswahl in Hessen 2023 wurde er als Nachfolger von Volker Bouffier für den Wahlkreis 19-Gießen II in den hessischen Landtag als jüngstes Mitglied der CDU-Fraktion gewählt. Er ist seit Januar 2024 Sprecher der CDU-Fraktion Hessen für Wissenschaft und Kunst und Vorsitzender der Jungen Gruppe. 